# Hunsekatte, Shikarpur
Hunsekatte là một làng thuộc tehsil Shikarpur, huyện Shimoga, bang Karnataka, Ấn Độ.